# Dywizor

## Algebraiczna teoria liczb
Dywizor – uogólnienie pojęcia dzielnika elementu pierścienia przemiennego. Pojecie to pojawiło się po raz pierwszy, pod nazwą dzielnika idealnego, w pracach E. Kummera o arytmetyce ciał podziału koła.
Teoria dywizorów dla pierścienia przemiennego z jedynką {\displaystyle P} bez dzielników zera polega na konstrukcji homomorfizmu {\displaystyle \varphi \colon P^{*}\to {\mathcal {D}}} multiplikatywnej półgrupy {\displaystyle P^{*}} niezerowych elementów {\displaystyle P} w pewną półgrupę {\displaystyle {\mathcal {D}}} z jednoznacznością rozkładu na czynniki, której elementy nazywają się (całkowitymi) dywizorami pierścienia {\displaystyle P.} Pozwala to na sprowadzenie problemów związanych z rozkładem na czynniki elementów pierścienia {\displaystyle P} do rozkładu na czynniki w {\displaystyle {\mathcal {D}}.} Obraz {\displaystyle \varphi (a),} gdzie {\displaystyle a\in P,} oznaczany jest przez {\displaystyle (a)} i nazywany dywizorem głównym elementu {\displaystyle a.} Element {\displaystyle a\in P^{*}} jest z definicji podzielny przez {\displaystyle {\mathfrak {a}}\in {\mathcal {D}},} jeśli {\displaystyle {\mathfrak {a}}} dzieli {\displaystyle (a)} w {\displaystyle {\mathcal {D}}.}

### Definicja
Niech {\displaystyle {\mathcal {D}}} będzie wolną półgrupą abelową z jedynką, generatory której nazywają się dywizorami pierwszymi, i niech będzie dany homomorfizm {\displaystyle \varphi \colon P^{*}\to {\mathcal {D}}.} Homomorfizm ten określa teorię dywizorów w pierścieniu {\displaystyle P,} jeśli spełnione są następujące warunki:
1. Dla {\displaystyle \varphi :a,b\in P^{*}} element {\displaystyle a} dzieli element {\displaystyle b} w pierścieniu {\displaystyle P} wtedy i tylko wtedy, gdy {\displaystyle (a)} dzieli {\displaystyle (b)} w {\displaystyle {\mathcal {D}}.}
2. Dla dowolnego {\displaystyle {\mathfrak {a}}\in {\mathcal {D}}} zbiór {\displaystyle [{\mathfrak {a}}]=\{0\}\cup \{a\in P^{*}:{\mathfrak {a}}|(a)\}} jest ideałem pierścienia {\displaystyle P.}
3. Jeśli {\displaystyle {\mathfrak {a}},{\mathfrak {b}}\in {\mathcal {D}}} i dla dowolnego {\displaystyle a\in P^{*}} element {\displaystyle (a)} jest podzielny przez {\displaystyle {\mathfrak {a}}} wtedy i tylko wtedy, gdy {\displaystyle (a)} jest podzielny {\displaystyle {\mathfrak {b}},} to {\displaystyle {\mathfrak {a}}={\mathfrak {b}}}[1].

Warunki te wyznaczają teorię dywizorów pierścienia {\displaystyle P,} jeśli ona istnieje, jednoznacznie z dokładnością do izomorfizmu.
Powyższa definicja jest równoważna następującej:
1. Dla {\displaystyle \varphi :a,b\in P^{*}} element {\displaystyle a} dzieli element {\displaystyle b} w pierścieniu {\displaystyle P} wtedy i tylko wtedy, gdy {\displaystyle (a)} dzieli {\displaystyle (b)} w {\displaystyle {\mathcal {D}}.}
2. Niech {\displaystyle [{\mathfrak {a}}]=\{0\}\cup \{a\in P^{*}:{\mathfrak {a}}|(a)\}.} Jeśli {\displaystyle \alpha ,\beta \in [{\mathfrak {a}}],} to {\displaystyle \alpha \pm \beta \in [{\mathfrak {a}}].}
3. Jeśli {\displaystyle [{\mathfrak {a}}]=[{\mathfrak {b}}],} to {\displaystyle {\mathfrak {a}}={\mathfrak {b}}} i dla dowolnego {\displaystyle {\mathfrak {a}}} zbiór {\displaystyle [{\mathfrak {a}}]} zawiera elementy niezerowe.

### Własności
1. Każdy pierścień, w którym spełnione jest podstawowe twierdzenie arytmetyki ma teorię dywizorów, w której wszystkie dywizory są główne.
2. Jeśli w pierścieniu istnieje teoria dywizorów, w której wszystkie dywizory są główne, to w pierścieniu tym spełnione jest podstawowe twierdzenie arytmetyki.

## Powierzchnie Riemanna
Odwzorowanie {\displaystyle {\mathfrak {D}}\colon X\to \mathbb {(} Z),} gdzie {\displaystyle X} jest powierzchnią Riemanna, a {\displaystyle \mathbb {Z} } – pierścieniem liczb całkowitych jest nazywane dywizorem na {\displaystyle X,} jeśli dla każdego zwartego podzbioru {\displaystyle K\subset X} zbiór {\displaystyle \{x\in K:{\mathfrak {D}}(x)\neq 0\}} jest zbiorem skończonym.
Zbiór wszystkich dywizorów tworzy grupę abelową {\displaystyle Div(X)} ze względu na dodawanie przekształceń. Jest on również uporządkowany częściowo relacją:
{\displaystyle {\mathfrak {D}}_{1}\leqslant {\mathfrak {D}}_{2}\Leftrightarrow \forall _{x\in X}{\mathfrak {D}}_{1}(x)\leqslant {\mathfrak {D}}_{2}(x)}.

### Dywizor funkcji meromorficznej
Jeśli {\displaystyle V} jest podzbiorem otwartym powierzchni Riemanna {\displaystyle X,} to dla dowolnej funkcji meromorficznej {\displaystyle f\colon V\to {\bar {\mathbb {C} }}} oraz punktu {\displaystyle a\in V} można określić funkcję {\displaystyle \operatorname {ord} _{a}(f),} która jest równa:
1. 0, jeśli funkcja {\displaystyle f} jest holomorficzna i różna od zera w {\displaystyle a,}
2. {\displaystyle k,} jeśli funkcja {\displaystyle f} ma w punkcie {\displaystyle a} zero rzędu {\displaystyle k,}
3. {\displaystyle -k,} jeśli funkcja {\displaystyle f} ma w punkcie {\displaystyle a} biegun rzędu {\displaystyle k,}
4. {\displaystyle \infty ,} jeśli {\displaystyle f\equiv 0} w pewnym otoczeniu punktu {\displaystyle a.}

Odwzorowanie {\displaystyle x\mapsto \operatorname {ord} _{x}(f)} jest dywizorem na {\displaystyle X,} nazywane jest dywizorem funkcji {\displaystyle f} i oznaczane przez {\displaystyle (f).}
Funkcja {\displaystyle f} jest podzielna przez dywizor {\displaystyle {\mathfrak {D}},} jeśli {\displaystyle {\mathfrak {D}}\leqslant (f),} a holomorficzna, jeśli {\displaystyle 0\leqslant (f).}

## Geometria algebraiczna
W geometrii algebraicznej, dywizor można interpretować jako uogólnienie pojęcia podrozmaitości rozmaitości algebraicznych. Rozważa się wtedy dwa rodzaje dywizorów: dywizory Cartiera i dywizory Weila. Te dwie definicje pokrywają się w przypadku nieosobliwych rozmaitości nad ciałami domkniętymi algebraicznie, w ogólności jednak są różne.

### Dywizory Weila
Dywizor Weila to lokalnie skończona kombinacja liniowa nierozkładalnych podrozmaitości kowymiaru 1. Zbiór dywizorów Weila tworzy grupę abelową z działaniem dodawania. W klasycznej teorii dywizorów warunek lokalnej skończoności jest pomijany jako zawsze spełniony; w takiej sytuacji grupa dywizorów Weila rozmaitości wymiaru {\displaystyle n} to po prostu wolna grupa abelowa nad nierozkładalnymi podrozmaitościami wymiaru {\displaystyle n-1.} Na przykład dywizor na krzywej algebraicznej to suma formalna (o skończonej ilości niezerowych współczynników) jej punktów. W przypadku krzywej eliptycznej {\displaystyle E} sytuacja jest jeszcze prostsza – każdy dywizor {\displaystyle D} jest liniowo równoważny pewnemu dywizorowi {\displaystyle D_{0}=[P]-[O],} tzn. {\displaystyle D=kD_{0}} dla pewnego {\displaystyle k\in \mathbb {Z} ,} gdzie {\displaystyle P} jest pewnym jednoznacznie wyznaczonym punktem na {\displaystyle E,} zaś {\displaystyle O} jest zerem (punktem bazowym) na krzywej. Odpowiedniość ta pozwala wprowadzić i uzasadnić nieintuicyjne w swej postaci algebraicznej działanie grupowe dla krzywych eliptycznych, wychodząc z pojęć geometrii algebraicznej.
Grupę dywizorów rozmaitości {\displaystyle V} oznacza się przez {\displaystyle Div(V).}
Dywizor efektywny Weila to taki, w którym wszystkie współczynniki w sumie są nieujemne.

## Literatura
- И.М. Виноградов: Математическая Энциклопедия. Wyd. 1. Cz. 2 Д - Коо. Москва: Советская Энциклопедия, 1979. (ros.). Brak numerów stron w książce
- Боревич З.И., Шафаревич И.Р.: Теория чисел. Wyd. 3. Москва: Наука, 1985. (ros.). Brak numerów stron w książce
- M.М. Постников: Введение в теорию алгебраических чисел. Wyd. 1. Москва: Наука, 1982. (ros.). Brak numerów stron w książce
- J.S. Milne, Algebraic Geometry course notes